# 次干路
次干路是城市中负责联系城市各部分与集散交通的道路。次干路兼顾交通与服务功能，配合主干路组成城市干路网（干道网），是干路体系的补充。在大城市多规划为三幅式道路，机动车与非机动车分离，小城市往往设计为机动车非机动车混合的道路，设计车速常为30-40km/h。